# Tom Pryce
Thomas Maldwyn Pryce, detto Tom (Ruthin, 11 giugno 1949 – Midrand, 5 marzo 1977), è stato un pilota automobilistico britannico, che corse anche in Formula 1.
Nella sua carriera risultò vincitore della Race of Champions 1975, unico britannico proveniente dal Galles ad avere vinto una gara di Formula 1 benché non valida per il campionato del mondo. Morì sul circuito di Kyalami durante il Gran Premio del Sudafrica 1977.

## Biografia
Tom Pryce nacque l'11 giugno 1949 a Ruthin da Jack e Gwyneth Pryce. Il padre aveva servito per la RAF durante la Seconda Guerra Mondiale prima di divenire un poliziotto, mentre la madre era infermiera. Aveva anche un fratello maggiore, David, morto in tenera età e una sorella adottiva, Sandra. Successivamente la famiglia si spostò a Towyn e Pryce compì i suoi studi alla Nantglyn Catholic Primary School, nel Denbighshire. A sedici anni lasciò la scuola, anche se la madre insistette per fargli prendere almeno un diploma di apprendistato nel caso in cui non fosse riuscito ad avere successo come pilota.
Pryce era sposato con Fenella dal 1975, dopo che i due si erano conosciuti nel 1973.

## Carriera

### Le formule minori
Pryce fece il proprio debutto nell'automobilismo all'età di 20 anni, quando esordì sul circuito di Mallory Park. Successivamente partecipò al campionato di Formula 5000 e al Daily Express Crusader Championship, una categoria che si disputava con monoposto di Formula Ford. Per poter gareggiare la famiglia vendette la propria Mini e gli garantì comunque tutto il sostegno necessario. Pryce riuscì ad imporsi nel campionato e come premio gli venne consegnata una Lola T200 da Sir Max Aitken. Di lì a poco il pilota si trasferì nei pressi del circuito di Brands Hatch e debuttò nella Formula F100, una serie in cui si gareggiava con vetture sport, che vinse con facilità. Lo stesso anno passò alla Super Vee guidando per il team Rumsey Investments e poi alla Formula 3.
Il debutto avvenne a Brands Hatch e Pryce vinse con ampio margine, battendo piloti quotati come James Hunt, Roger Williamson e Jochen Mass. Si diffuse però la voce che avesse corso con una vettura sottopeso; in realtà a causa di un errore nell'impostazione della bilancia per pesare le monoposto, si scoprì poi che tutti avevano più o meno corso sottopeso. Dopo essere stato costretto al ritiro nei due successivi appuntamenti, durante il Gran Premio di Monaco di Formula 3 fu protagonista di un brutto incidente: alla curva del Casinò era rimasto in panne e stava cercando di riparare il problema quando Peter Lamplough perse il controllo della sua auto e lo urtò, facendolo rimbalzare contro la vetrina di un negozio e rompendogli una gamba. Tornò comunque in pista nel giro di due settimane e lo stesso anno si laureò campione di Formula Super Vee e partecipò ad alcune gare in Formula Atlantic ottenendo tre pole position e imponendosi nell'ultima gara della stagione.
Visto il talento di Pryce, il suo team aveva intenzione di debuttare in Formula 2, ma a causa di problemi interni alla scuderia che portarono all'abbandono da parte del proprietario Bob King il progetto naufragò. Venne però invitato a eseguire un test da Ron Dennis, che decise poi di metterlo sotto contratto per il team Rondel Racing. Durante la stagione ottenne il miglior risultato al Norisring, quando stava guidando la corsa con autorità prima che un guasto ai freni lo obbligasse a cedere la prima posizione al compagno di squadra Tim Schenken. A fine anno venne comunque premiato con il trofeo Grovewood. I risultati ottenuti gli servirono inoltre da lasciapassare per l'ingresso in Formula 1 nel 1974 con la Token.

### Formula 1

#### Il debutto in Token e il passaggio alla Shadow (1974)
Pryce debuttò in Formula 1 al BRDC International Trophy, guidando una Token, ingaggiato sia per il suo talento che per il sostegno garantito dalla Titan Properties. All'esordio si qualificò però ultimo a causa di un problema al motore, mentre in gara completò appena quindici giri prima di essere costretto al ritiro. Il debutto in una gara valida per il mondiale avvenne invece al Gran Premio del Belgio, ma anche in questo caso non riuscì a terminare la corsa. Non venne ammesso alle qualifiche della gara di Monaco e prese perciò parte alla corsa di Formula 3 con una March, riuscendo ad imporsi.
Dopo un breve periodo trascorso in Formula 2, già dal Gran Premio d'Olanda passò alla Shadow, sostituendo Brian Redman. Alla sua prima gara in qualifica risultò appena quattro decimi più lento del compagno di squadra Jean-Pierre Jarier, ma al via venne eliminato alla prima curva dopo un contatto con James Hunt; proprio con il pilota britannico ebbe nuovamente un incidente alla prima curva anche alla successiva gara dopo che era riuscito a qualificarsi al terzo posto. Ottenne i suoi primi punti al Gran Premio di Germania, giungendo sesto. Nel finale di stagione non arrivarono altri risultati e finì la stagione al diciottesimo posto in classifica piloti con un solo punto conquistato.

#### Gli anni in Shadow (1975-1976)
1975
Prima che iniziasse la nuova stagione, il futuro di Pryce fu oggetto di varie speculazioni. La stampa specializzata riteneva che fosse imminente uno scambio di piloti tra Shadow e Lotus, con il britannico destinato al team di Colin Chapman e Ronnie Peterson destinato a fare il percorso inverso. Questo avrebbe permesso alla Lotus, in quel periodo in difficoltà finanziarie, di risparmiare sull'ingaggio, vista la differenza di stipendio tra lo svedese e il gallese, e alla Shadow di attirare nuovi sponsor. L'accordo non arrivò a concretizzarsi, anche se Alan Rees affermò che era molto vicino ad essere raggiunto.

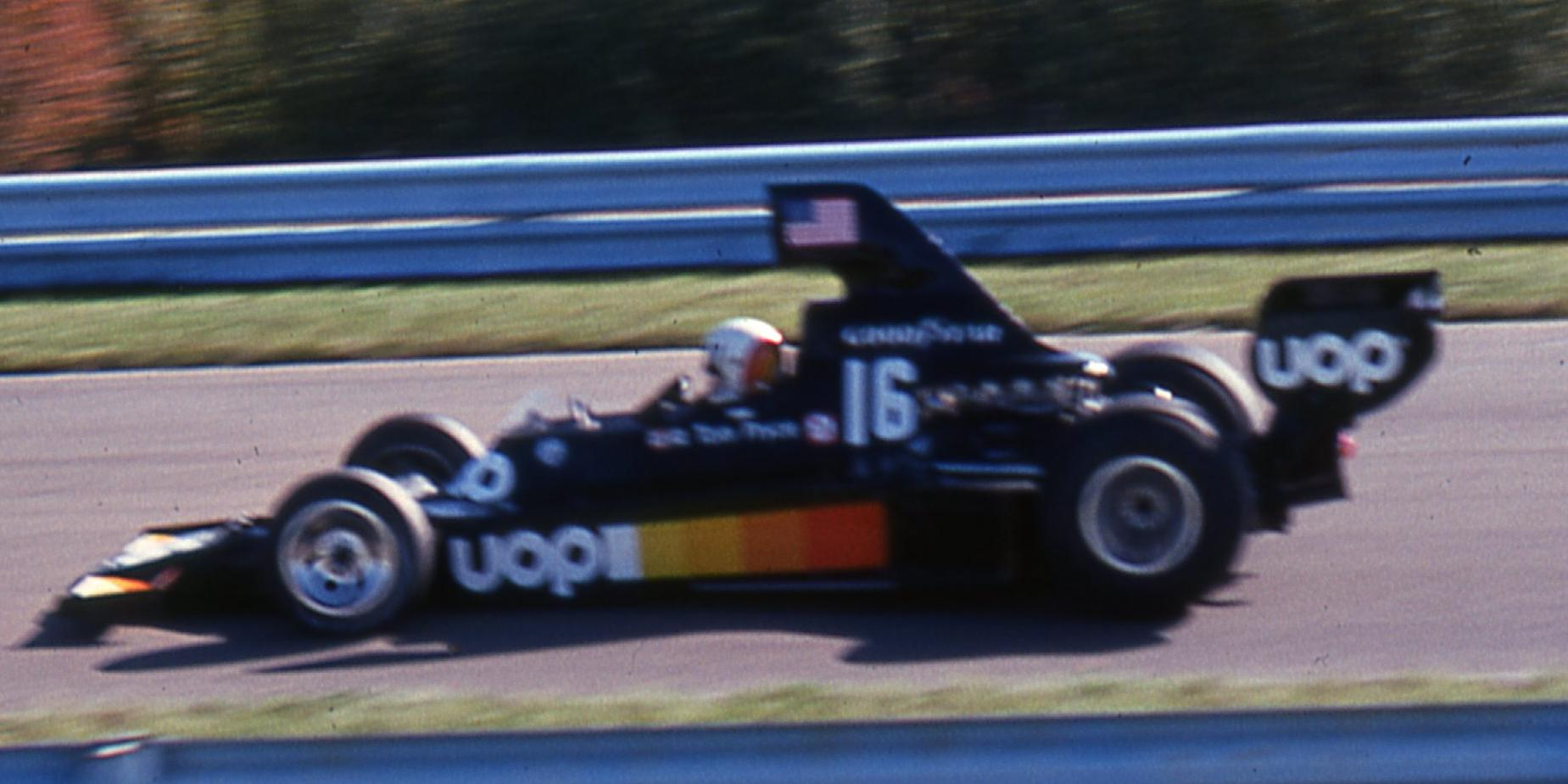
Pryce alla guida della Shadow nel 1975

Nelle prime gare stagionali Pryce dovette utilizzare ancora la vecchia DN3, mentre a Jarier venne riservata la nuova DN5. Solamente a partire dal Gran Premio del Sudafrica entrambi ebbero a disposizione la stessa monoposto. Alla Race of Champions, gara non valida per il mondiale disputata sul circuito inglese di Brands Hatch, partì dalla pole position e, dopo una brutta partenza, riuscì a recuperare posizioni prima di ottenere il suo primo successo nella categoria, risultando anche il primo gallese a vincere una gara di Formula 1. Durante il prosieguo del campionato si fece notare anche per due prime file, tra cui la pole position a Silverstone e per il terzo posto al Gran Premio d'Austria. Fu anche quarto al Gran Premio di Germania dopo che la fuoriuscita del carburante, caduto nell'abitacolo, lo costrinse a compiere l'intero ultimo giro in condizioni difficili facendogli perdere due posizioni. Concluse il campionato decimo, con otto punti ottenuti e vinse il Prix Rouge et Blanc Jo Siffert award.
Lo stesso anno fece un'apparizione in una gara di rally a bordo di una Lancia Stratos insieme a David Richards.
1976

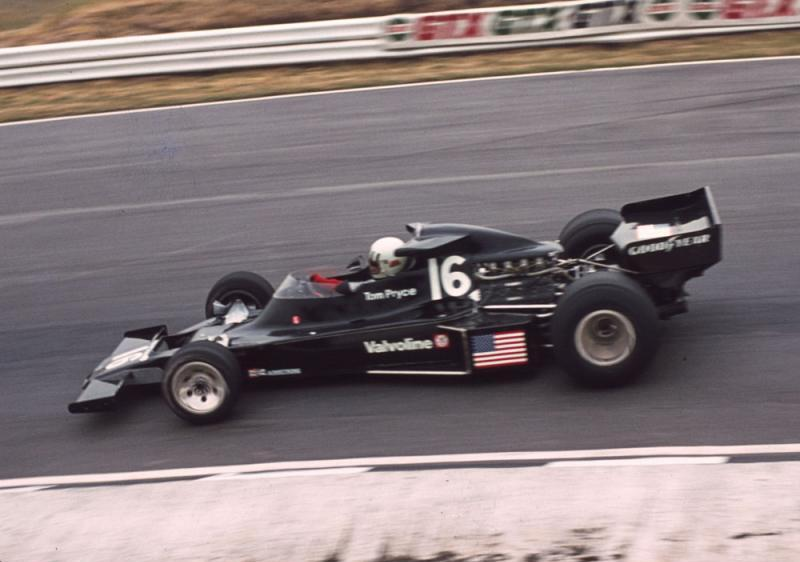
Pryce impegnato a Brands Hatch, corsa conclusa al quarto posto

L'inizio della stagione 1976 mostrò una Shadow competitiva e Pryce riuscì a cogliere un terzo posto in Brasile. Il cambio di regolamenti, intervenuto a partire dal Gran Premio di Spagna, impose diverse restrizioni, in particolare di tipo aerodinamico, così i tecnici della squadra americana furono costretti a modificare la DN5B, che perse così competitività. Soltanto in Gran Bretagna Pryce fu in grado di tornare a punti con un quarto posto, anche se nelle gare precedenti era riuscito spesso a concludere ai margini della zona punti.
Al Gran Premio d'Olanda venne introdotta la nuova DN8 e il gallese fu subito in grado di ottenere un risultato utile, terminando la corsa quarto. Fu l'ultimo piazzamento a punti della stagione, che Pryce concluse al dodicesimo posto con dieci punti conquistati.

#### L'ultima stagione e l'incidente mortale (1977)
Pryce iniziò la stagione 1977 sempre sulla Shadow con un nuovo compagno di squadra, l'italiano Renzo Zorzi, dopo che Jarier era passato alla ATS. Dopo le prime due gare in Argentina, in cui venne costretto al ritiro mentre era nel gruppo di testa, e Brasile, il circus si spostò a Kyalami per il Gran Premio del Sud Africa. Dopo aver realizzato il miglior tempo nelle prove disputate al mercoledì su pista bagnata, nelle qualifiche del giovedì sull'asciutto non andò oltre il quindicesimo posto. Al via fu autore di una brutta partenza e si ritrovò ultimo e costretto a rimontare, fino a che al diciottesimo giro era risalito in tredicesima piazza.
Al 22º passaggio, Renzo Zorzi fu costretto al ritiro per problemi al serbatoio della benzina che provocarono un piccolo, ma pericoloso, focolaio di incendio. La macchina del pilota italiano si era fermata all'altezza del rettilineo dei box, di fronte agli stessi, sul manto erboso tra la pista e le tribune. Due inservienti decisero di attraversarla con gli estintori per spegnere il fuoco. George Witt, che dirigeva le operazioni dei commissari di percorso, disse che le operazioni prevedevano la presenza di due squadre di commissari, ma che per attraversare la pista era necessaria un'autorizzazione che nel caso in questione non arrivò. Nel frattempo sopraggiungevano le vetture di Hans-Joachim Stuck, Pryce e Jacques Laffite che, complice un dosso lungo il rettilineo, non videro i commissari. 

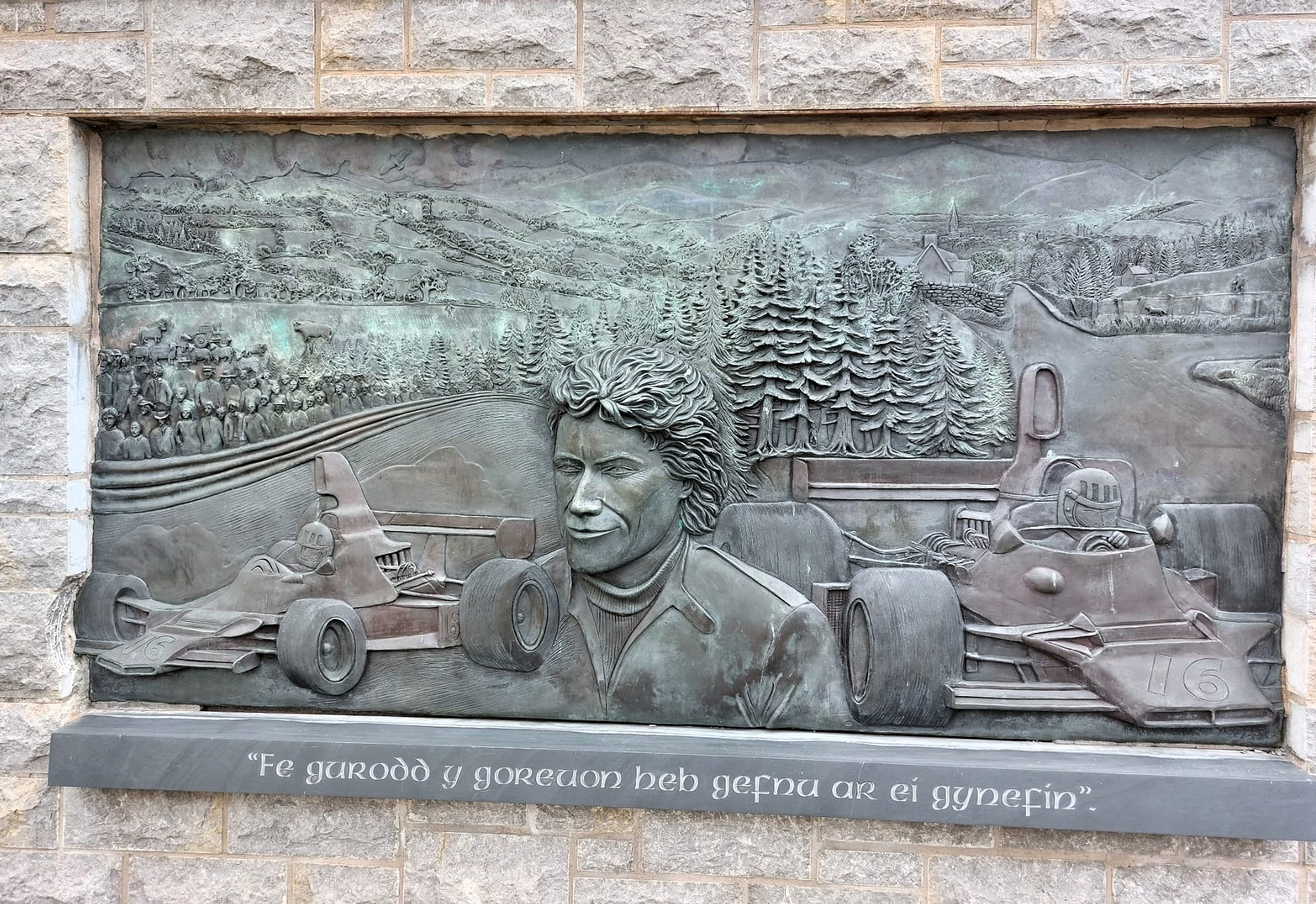
Bassorilievo commemorativo

Stuck riuscì a evitarli, mentre Pryce investì alla velocità di 270 km/h il diciannovenne Frederik Jansen Van Vuuren. Il giovane morì all'istante e nell'impatto, immortalato in una macabra ripresa video, il suo corpo fu sbalzato in aria, compì due volteggi in cui il ragazzo urtò fatalmente l'asfalto con la testa, e fu scaraventato verso il margine sinistro della carreggiata, poco lontano da Zorzi e dall'altro addetto che era riuscito ad attraversare incolume. Successivamente, si diffuse l'idea che il corpo di Van Vuuren fosse stato smembrato dalla collisione, dilaniandosi in aria nella rotazione impressagli dall'urto: si tratta in realtà (come testimoniato da una fotografia che ritrae il cadavere accanto ad un soccorritore che chiama aiuto) di un'illusione ottica causata dai pantaloni del ragazzo che si squarciarono e, nel volteggio, si sfilarono, dando l'impressione che il corpo si fosse "allungato". Ciononostante le condizioni della salma erano compromesse, al punto che essa dovette essere poi identificata soltanto per esclusione.
L'estintore che van Vuuren aveva con sé impattò sulla testa di Pryce, per poi colpire il roll-bar della Shadow. Il peso dell'estintore, quantificato in diciotto chili, unitamente alla elevata velocità della vettura, si tradusse in una forza d'urto di alcune centinaia di chili che si abbatté sulla testa dello sfortunato pilota: la pressione fu grande abbastanza da sfondare il casco e la scatola cranica di Pryce uccidendolo istantaneamente. La violenza dell'impatto fu tale da proiettare l'estintore al di sopra delle tribune, scagliandolo contro una vettura nel parcheggio retrostante.
La monoposto, con il pilota praticamente già cadavere, proseguì la corsa sbandando sulla destra, uscendo di pista e strisciando contro il guard-rail, mentre la Ligier di Jacques Laffite, che non aveva realizzato quanto fosse accaduto, la sorpassava. In prossimità della curva "Crowthorne", infine, la Shadow rientrò in pista dopo aver urtato contro l'uscita per veicoli d'emergenza e centrò in pieno la vettura di Laffite che stava curvando, trascinandola con sé contro le reti, dove terminò la sua corsa.
Il pilota gallese fu estratto dalla vettura e, pur essendo ormai morto, fu trasportato verso l'ospedale in autoambulanza mentre la corsa continuava. Passarono diverse decine di minuti prima che i due fatti fossero ricollegati e si capisse quindi l'effettiva causa della morte di Pryce. Anche lo stesso vincitore del Gran Premio, Niki Lauda su Ferrari, urtò un frammento rimasto sulla pista, la parte superiore del roll-bar della Shadow, che si infilò nel radiatore sinistro del raffreddamento provocando una lenta perdita di liquido e mettendo a rischio la gara dell'austriaco, che terminò il gran premio col motore ormai surriscaldato. Tom Pryce è stato inumato nella chiesa di San Bartolomeo di Otford, vicino a Sevenoaks, nel Kent.

## Risultati in F1
| 1974 | Scuderia     | Vettura  |  |  |  |  |     |  |  |     |     |   |   |     |    |     |    |  |  | Punti | Pos. |
| ---- | ------------ | -------- |  |  |  |  | --- |  |  | --- | --- | - | - | --- | -- | --- | -- |  |  | ----- | ---- |
| 1974 | Token Shadow | RJ02 DN3 |  |  |  |  | Rit |  |  | Rit | Rit | 8 | 6 | Rit | 10 | Rit | NC |  |  | 1     | 18º  |

| 1975 | Scuderia | Vettura    |    |     |   |     |     |   |     |   |     |     |   |   |   |    |  |  |  | Punti | Pos. |
| ---- | -------- | ---------- | -- | --- | - | --- | --- | - | --- | - | --- | --- | - | - | - | -- |  |  |  | ----- | ---- |
| 1975 | Shadow   | DN3B e DN5 | 12 | Rit | 9 | Rit | Rit | 6 | Rit | 6 | Rit | Rit | 4 | 3 | 6 | NC |  |  |  | 8     | 10º  |

| 1976 | Scuderia | Vettura   |   |   |     |   |    |   |   |   |   |   |     |   |   |    |     |     |  | Punti | Pos. |
| ---- | -------- | --------- | - | - | --- | - | -- | - | - | - | - | - | --- | - | - | -- | --- | --- |  | ----- | ---- |
| 1976 | Shadow   | DN5 e DN8 | 3 | 7 | Rit | 8 | 10 | 7 | 9 | 8 | 4 | 8 | Rit | 4 | 8 | 11 | Rit | Rit |  | 10    | 12º  |

| 1977 | Scuderia | Vettura |    |     |     |  |  |  |  |  |  |  |  |  |  |  |  |  |  | Punti | Pos. |
| ---- | -------- | ------- | -- | --- | --- |  |  |  |  |  |  |  |  |  |  |  |  |  |  | ----- | ---- |
| 1977 | Shadow   | DN8     | NC | Rit | Rit |  |  |  |  |  |  |  |  |  |  |  |  |  |  | 0     |      |

| Legenda | 1º posto     | 2º posto | 3º posto    | A punti         | Senza punti/Non class.  | Grassetto – Pole position Corsivo – Giro più veloce |
| Legenda | Squalificato | Ritirato | Non partito | Non qualificato | Solo prove/Terzo pilota | Grassetto – Pole position Corsivo – Giro più veloce |